# John Malkovich
John Gavin Malkovich (Christopher (Illinois), 9 december 1953) is een Amerikaans acteur, filmproducent en -regisseur.

## Levensloop

### Carrière
Voordat hij op het witte doek verscheen was hij lange tijd te zien in het theater, en hij is medeoprichter (met Gary Sinise) van de Steppenwolf Theater Company in Chicago. Zijn eerste filmrol was die van een fotograaf in The Killing Fields in 1984. Kort daarna kreeg hij zijn eerste Oscarnominatie voor beste mannelijke bijrol voor Places in the Heart (1984).
Ook is er een film gemaakt met de titel Being John Malkovich waarin de hoofdpersoon (John Cusack) bij toeval een deur vindt die rechtstreeks in het hoofd en het leven van John Malkovich uitkomt. Het script voor deze film werd geschreven door Charlie Kaufman.
In 2011 is Malkovich te zien als vertegenwoordiger van het hemelse in de reclames voor Nespresso met George Clooney.
In 2020/2021 speelde hij Sir John Brannox / Paus Johannes Paulus III in de Netflix-televisieserie The New Pope.

### Privéleven
Malkovich is van 1982 tot 1988 getrouwd geweest met actrice Glenne Headly. Na hun scheiding kreeg hij een relatie met Michelle Pfeiffer, zijn tegenspeelster in Dangerous Liaisons.
Later trouwde hij met Nicoletta Peyran, die hij in 1989 had ontmoet op de set van The Sheltering Sky. Met haar heeft hij twee kinderen: Amandine (1990) en Lowry (1992). Malkovich spreekt vloeiend Frans en hij woonde ongeveer tien jaar in Zuid-Frankrijk, waar hij werkte bij een theater.

## Filmografie

### Films
- 1984 - Places in the Heart - Mr. Will
- 1984 - The Killing Fields - Alan Rockoff
- 1985 - Death of a Salesman - Biff Loman
- 1985 - Eleni - Nicholas 'Nick' Gage
- 1987 - Empire of the Sun - Basie
- 1987 - Making Mr. Right - Dr. Jeff Peters / Ulysses
- 1988 - Dangerous Liaisons - Vicomte Sébastien de Valmont
- 1990 - The Sheltering Sky - Port Moresby
- 1992 - Of Mice and Men - Lennie Small
- 1992 - Jennifer Eight - Agent St. Anne
- 1993 - In the Line of Fire - Mitch Leary
- 1994 - Heart of Darkness - Kurtz
- 1996 - The Ogre - Abel Tiffauges
- 1996 - The Portrait of a Lady - Gilbert Osmond
- 1996 - Mary Reilly - Dr. Henry Jekyll / Mr. Edward Hyde
- 1997 - Con Air - Cyrus 'The Virus' Grissom
- 1998 - The Man in the Iron Mask - Athos
- 1998 - Rounders - Teddy KGB
- 1999 - The Messenger: The Story of Joan of Arc - Karel VII
- 1999 - Being John Malkovich - John Horatio Malkovich
- 1999 - Le Temps Retrouvé - Le Baron de Charlus
- 2000 - Les Misérables - Javert
- 2000 - Shadow of the Vampire - Friedrich Wilhelm Murnau
- 2001 - Ladies Room - Roberto
- 2001 - Knockaround Guys - Teddy Deserve
- 2002 - Adaptation. - Zichzelf
- 2002 - Ripley's Game - Tom Ripley
- 2003 - Johnny English - Pascal Sauvage
- 2004 - Napoleon - Charles Talleyrand
- 2005 - The Hitchhiker's Guide to the Galaxy - Humma Kavula
- 2005 - Klimt - Gustav Klimt
- 2005 - The Libertine - Karel II
- 2006 - Colour Me Kubrick - Alan Conway
- 2006 - Eragon - Galbatorix
- 2007 - Beowulf - Unferth
- 2008 - Bloody Mondays & Strawberry Pies - Verteller
- 2008 - Burn After Reading - Osborne Cox
- 2008 - Changeling - Gustav Briegleb
- 2008 - Disgrace - David
- 2008 - The Great Buck Howard - Buck Howard
- 2008 - Mutant Chronicles - Constantine
- 2008 - In Tranzit - Kolonel Pavlov
- 2009 - The Yellow Mark - Kolonel Olrik
- 2010 - RED - Marvin Boggs
- 2010 - Jonah Hex - Turnbull
- 2010 - Secretariat - Lucien Laurin
- 2010 - Drunkboat - Mort
- 2011 - Transformers: Dark of the Moon - Bruce Brazos
- 2013 - Warm Bodies - Kolonel Grigio
- 2013 - RED 2 - Marvin Boggs
- 2014 - Cesar Chavez - Bogdanovich senior
- 2014 - Cut Bank - Sheriff Vogel
- 2014 - The Casanova Variations - Giacomo
- 2014 - Penguins of Madagascar - Dave (stem)
- 2016 - Zoolander 2 - Chazz Spencer
- 2016 - Deepwater Horizon - Vidrine
- 2016 - Dominion - Dr. Felton
- 2017 - Unlocked - Bob Hunter
- 2017 - Pro lyubov. Tolko dlya vzroslykh - Lecturer
- 2017 - The Wilde Wedding - Laurence
- 2017 - I Love You, Daddy - Leslie
- 2017 - Bullet Head - Walker
- 2018 - Supercon - Sid Newberry
- 2018 - Mile 22 - Bishop
- 2018 - Bird Box - Douglas
- 2019 - Extremely Wicked, Shockingly Evil and Vile - Rechter Edward D. Cowart
- 2019 - Velvet Buzzsaw - Piers
- 2019 - Valley of the Gods - Wes Tauros
- 2020 - Ava - Duke
- 2021 - The Survivalist - Ordinary guy
- 2025 - The Fantastic Four: First Steps - Ivan Kragoff / Red Ghost (stem)

### Televisie
- 2000 - Les Misérables - Javert (4 afleveringen)
- 2002 - Napoléon - Charles Talleyrand (4 afleveringen)
- 2012 - Lines of Wellington - Generaal Wellington (3 afleveringen)
- 2014 - Crossbones - Blackbeard (9 afleveringen)
- 2018-2023- Billions - Grigor Andolov (7 afleveringen)
- 2018 - The ABC Murders - Hercule Poirot (3 afleveringen)
- 2019-2020 - The New Pope - Sir John Brannox / Pope John Paul III
- 2020 -  Space Force - Dr. Adrian Mallory
- 2024 - Ripley - Reeves Minot

### Videospellen
- 2015 - Call of Duty: Advanced Warfare (Havoc DLC) - Oz

- Bibsys: 98013480
- Biblioteca Nacional de España: XX1288404
- Bibliothèque nationale de France: cb13931937t (data)
- Catàleg d'autoritats de noms i títols de Catalunya: 981058512866706706
- Gemeinsame Normdatei: 128617381
- International Standard Name Identifier: 0000 0001 2142 0985
- Library of Congress Control Number: n88068080
- Nationale Bibliotheek van Letland: 000186874
- MusicBrainz: faff2ee7-8561-4f0a-a85d-654a76625173
- Nationale Bibliotheek van Tsjechië: xx0015475
- Nationale Bibliotheek van Israël: 987007428873305171
- Nationale Bibliotheek van Polen: a0000001616122
- Nederlandse Thesaurus van Auteursnamen: 073476196
- SNAC: w6qn83vc
- Système universitaire de documentation: 080714439
- Virtual International Authority File: 85398839
- WorldCat: E39PBJwdf69rdXXc69cBKMDpfq